# 유희왕 ZEXAL
유희왕 ZEXAL(제알)은 유희왕 시리즈의 네 번째 작품이며, 2011년 4월 11일부터 2014년 3월 30일까지 TV 도쿄를 통해 방영되었다.후속작은 유희왕 ARC-V이다.

## 작품 구성

### 제작 의도
이 작품은 『유희왕 듀얼몬스터즈』, 『유희왕 듀얼몬스터즈 GX』, 『유희왕 5D's』에 이은 TV 도쿄 계열 유희왕 시리즈의 4번째 작품이다. 지금까지 유희왕 시리즈의 2번째 작품이나 3번째 작품이 초대 작품의 배경을 일정 비율로 계승했다면 이 작품은 전혀 다른 배경과 대결 양상으로 새로운 분위기를 연출하고 있다. 이 작품의 제목인 『유희왕 ZEXAL』은 열정을 의미하는 ZEAL의 정중앙에 힘이 배로 늘어나는 것을 상징하는 X를 삽입하여 만들어졌다. 전작의 주인공들이 초반부터 듀얼의 달인으로 등장했던 반면 이 작품의 주인공은 처음에 여러 가지 실수를 저지르다가 나중에서야 중급자로서 성장하게 된다. 또한 전작에 [크리보] 캐릭터가 등장하여 코믹한 분위기를 유지시켰던 반면 이 작품에서는 아스트랄이 [크리보] 캐릭터의 역할을 대신하게 된다.
또 하나의 제작 의도라 하면 역시 엑시즈 소환을 알리는 것이라 할 수 있겠다. 전작인 유희왕 5D's가 싱크로 소환을 한 것과 대비된다.

### 주요 내용
가까운 미래, 하트랜드라 불리는 도시에 사는 유마(츠쿠모 유마)는 허당 듀얼리스트이지만 듀얼 챔피언의 꿈을 이루기 위해 노력하던 어느 날, 친구인 태호의 덱을 빼았고 부모님이 물려주신 황의 열쇠를 망가뜨린,학교에서 깡패로 물든 샤크(카미시로 료가)와의 듀얼 도중 '엑시즈'라는 카드를 접하게 되고 아스트랄이라는 불가사의한 존재의 도움으로 듀얼에서 이기게 된다. 그리고 아스트랄은 잃어버린 기억의 조각인 넘버즈를 찾으러 왔으며, 유마가 지닌 황의 열쇠로부터 떨어질 수 없기에 세계 각지에 흩어져 있는 넘버즈를 찾아야 함을 알게 된 유우마는 넘버즈 수집에 딱히 관심이 없음에도 자신이 넘버즈를 가지고 있기 때문에 넘버즈에 관해 얽히게 되어 아스트랄과 함께 넘버즈를 되찾으려 노력하게 된다. 도중 넘버즈 헌터 텐죠우 카이토와 만나 듀얼을 펼치지만 끝을 내지 못하고, 제알의 힘을 얻게 된다.

### 엑시즈 소환
전 편인 5D`s가 싱크로 소환이 주 소환방법이었다면, 이번 시리즈는 엑시즈 소환이 주 소환 방법이다. 엑시즈 소환이란, 레벨이 같은 몬스터를 2마리 이상 사용하여 엑스트라 덱에서 엑시즈 몬스터를 소환하는 방법이다. 이 소환법의 특징은, 융합이나 싱크로 소환과는 다르게, 소환할 때 사용한 몬스터들이 묘지로 가지 않고 엑시즈 몬스터
아래에 겹쳐져 엑시즈 소재(이하, 오버레이 유닛이라고도 함)가 되어 엑시즈 몬스터를 서포트 한다는 것이다. 엑시즈 몬스터의 효과를 발동할 때는 대부분이 엑시즈 소재를 제거하는 것으로 효과를 발동한다.

## 등장 인물

### 주요 인물
- 메인 캐릭터

츠쿠모 유우마 (강유마)
성우 - 하타나카 타스쿠, 이토 미카 (소년 시절) / 류승곤, 김하영 (소년 시절)
유희왕 ZExAL의 주인공. 중학교 1학년. 어떤 일에도 포기하지 않고 전력으로 도전해 나가는 「かつとビング」의 정신을 가지는, 정의감 흘러넘치는 성격. 다만 터무니 없는 일만 하므로 실패만이다. 미래의 듀얼 챔피언을 목표로 하고 있지만, 듀얼의 솜씨는 아직도 미숙하다.
전사족과 마법사족을 중심으로 구성된 덱은 부친으로부터 양도한 것. 원래 몬스터 엑시즈는 덱에 포함되지 않았지만, 최초로 입수한 [No. 39 희망황 호프(유토피아)]를 애용하는 것 외, 싸움 도중 손에 넣은 [No. 17 리바이스 드래곤] 등의 몬스터 엑시즈를 비장의 카드로 한다.
행방불명이 되어 있는 모험가의 부모님의 유품인 「황의 열쇠」를 팬던트로 해, 「캇토 빙」의 근원으로서 소중히 하고 있다. 누나의 아케사토에 듀얼이 금지되고 있었지만, 야미카와와의 듀얼로 자신이 듀얼하는 의미를 찾아낸 것으로 해금되었다.
샤크와의 듀얼중, 환각 속에서 수수께끼의 문을 연 것으로 아스트랄과 만나, 함께 행동을 하게 된다. 처음은 듀얼에 말 참견되는 것을 싫어했지만, 점차 친구로 인정하게 되고 힘을 합하게 되었다. (참고로 성우는 일본과 한국 둘 다 청년의 목소리를 낸다.)146화에서 밝혀진 유마의 최종 정체는 바로 아스트랄의 분신이다.
아스트랄
성우 - 이리노 미유 / 정재헌
이차원 「아스트랄 세계」로부터 온 수수께끼의 사람 모양의 생명체. 연한 하늘색에 노란색의 눈을 가지고 있다. 무표정하고 감정을 별로 겉을 내지 않는 성격이지만, 감정 하나하나도 있다. [No.39 희망황 호프(유토피아)] 가 흩어지지 않아서 자신의 이름과 듀얼리스트로서의 지식은 기억하고 있지만, 기억의 조각으로 설정된 「넘버즈」가 흩어져, 대부분의 기억을 잃었다. 이 때문에, 사물을 듀얼에 적용시켜 표현하는 일이 있다. 인간 사회를 별로 이해하지 못하고, 모두 행동하는 유마의 날들을 매일 관찰하고, 많은 일을 배우려 하고 있다. 호기심은 그만큼 강하지 않지만, 흥미를 가지면 적극적으로 관련되려고 하기도 한다. 자연적으로 태어난 생명체는 아니고 인공적으로 만들어진 생명이라는 정보를 [No.83 갤럭시 퀸]으로부터 얻었다,
그의 존재는 유마 밖에 인식할 수 없지만, 진과의 듀얼로 유마와 신뢰심이 서로 통하게 되어, 일시적으로 다른 인물에게도 보이게 되었다.
유마가 사용하는 넘버즈는 아스트랄이 소유하고 있어, 아스트랄이 열쇠 중에 틀어 박히고 있는 동안은 넘버즈는 사용할 수 없다. 또, 넘버즈가 걸린 듀얼에서는 유마의 LP가 아스트랄의 존재 유지가 되어 있어, 패배는 그의 소멸로 이어지고 있다.
자신을 능가하는 카이토의 실력에 한때는 공포를 느끼고 있었지만, 끝까지 희망을 버리지 않는 유우마와의 듀얼을 통해서 「동료가 있으면 희망을 믿을 수가 있다」라고 하는 생각에 이르러, 공포를 극복했다. 듀얼할때는 유마의 덱을 쓴다.본의 아니게 [No.96 블랙 미스트]에게 육신을 조종당한 적이 있었다.
- 유마의 가족

츠쿠모 아카리 (강유나)
성우 - 미야하라 나미 / 김하영
프리랜서 기자로 일하며 유마가 듀얼하는 것을 한때 금지시켰으나 최근에는 듀얼하는 것을 허용하고 있다. 맨일 사건이 터지면 제일 먼저 나서서 해결하려 하지만 한번도 사건을 밝혀낸 적은 없다. 오토바이를 탈 땐 마치 유마의 카드인 [라이 라이더] 같다.
츠쿠모 하루 (나여사)
성우 - 타니 이쿠코 / 김연아
로쿠주로 영감에게 음식을 보낸 적이 있으며 유마에게 자상하지만 아침밥에 관해서는 손자에게도 엄격하다.

### 주인공의 친구들
- 클래스 메이트

미즈키 코토리 (한소희)
성우 - 코마츠 미카코 / 이보희
유마의 소꿉친구로 항상 유마의 위급한 상황에 같이 있어준다.
다케다 테츠오 (이태호)
성우 - 시마다 마코토 / 최낙윤
유마의 단짝친구로 때로는 가벼운 충고를, 때로는 응원을 해준다. 태엽 덱을 사용하며 유마를 밀쳐서 [No.96 블랙 미스트]를 불러낸 적도 있었다.
토도로키 다카시 (현명한)
성우 - 무라타 타이시 / 심규혁
반장으로 유마 일행 중에서는 그나마 상식적인 인물에 속한다. 바이러스 덱을 사용하며 '결론부터 말하면!'을 말머리에 붙이는 습관이 있다.
오모테우라 토쿠노스케 (사기준)
성우 - 카나다 아키 / 김혜진
모든 일에는 이면이 있다고 믿는 사고뭉치 같은 개구쟁이형 인물이다. [No.17 레비아단 드래곤]과 [No.39 유토피아]에게 조종당한 적이 있었다.
오쿠다이라 후우야 (조하랑) / 로빈
성우 - 이구치 유이치 / 남도형
배우 겸 학생으로 유마 일행이 스튜디오에 몰래 침입한 사건을 계기로 유마와 친해지게 된다. [No.83 갤럭시 퀸]에게 조종당한 적이 있었다.
캐시
성우 - 코바야시 유우 / 조경이
고양이에 대한 애착이 강한 여학생으로 유마의 지원군이 되어준다. 코토리를 질투하며 유마에게 사랑을 받으려 하고, 고양이 덱을 쓴다.

### 주변 인물 <라이벌이자 동료>
- 유마의 조력자 겸 경쟁자

카미시로 료가 (료) / 샤크
성우 - 마스다 토시키 / 이동훈, 이재현 (소년 시절)
동생을 위해 강하게 자랐으며 유마에게 호의를 베푸는 인물이다. 바리안 전사인 낫슈와 동일인물이며 샤크 덱을 쓴다. [No.17 레비아단 드래곤]에게 조종당한 적이 있었다. 에이스는[No.32 샤크 드레이크]
카미시로 리오 (리오)
성우 - 한 메구미 / 이유리
료가의 여동생으로 하루토 레이의 사촌 여동생. 료가도 어찌 못할 정도로 드센 여장부형 인물. 료가가 자신의 포부를 포기하게 될 정도로 중요한 인물인데 사실은 바리안 전사인 메라그였다.
텐조 카이토 (카이트)
성우 - 우치야마 코우키 / 김영선
동생을 위해 악역도 자처하는 인물로 유우마에겐 동경의 대상이다. 한때 넘버즈 헌터로 활동한 적이 있다. 유희왕 ZEXAL 최강이라 불리는 포톤 덱을 쓴다.
텐조 하루토 (하루트)
성우 - 산페이 유코 / 조경이
카이토의 남동생으로 형을 의지하며 형에게 힘이 되고자 한다. 바리안에 의해 생명을 유지하고 있으며 그 덕분에 바리안 세계의 힘을 소지하고 있다.
오비탈 7
성우 - 마에노 토모아키 / 이경태
카이토의 심복 로봇. 유마에 대한 태도는 다소 부정적인 편이다. 다만 유마의 청소 로봇인 오보미와 이성 관계를 맺고 있다.
- 기타 주변 인물

키타노 우쿄 (노지호)
성우 - 마에노 토모아키 / 서원석
유마의 담임 선생님으로 근면성실한 성격에 학생들을 사랑한다. 바이러스 덱을 쓰고 컴퓨터를 잘하며, [No.34 전산기야수 테라바이트]에게 조종 당한 적이 있었다.
로쿠쥬로 사범 (무달)
성우 - 아카보시 쇼이치로 / 김디도
할머니의 부탁을 받고 온 유마의 사부이며 듀얼 암자를 운영한다.
코우즈키 안나 (안나)
성우 - 모치즈키 레이 / 김성연
저돌적인 매력으로 유마에게 간간히 도움을 주는 여전사형 인물. 폭주철도 덱을 쓰고, 여담이지만 작화팀의 사랑으로 엄청난 보정을 받고 있다.
야미카와 (야차)
성우 - 야마모토 쇼마 / 최창석
로쿠쥬로 사범의 제자로 어둠에 빠져 듀얼 암자를 떠난 적이 있다. 유우마한테 지고 어둠이 사라지자 듀얼암자를 지킨다.
찰리 맥코이
성우 - 히라카와 다이스케 / 김영선
병약한 소녀 마유미를 구하기 위해 카드를 훔치는 방랑자적 인물. 카이토처럼 [No.7 럭키 스트레이트]를 가지고 있었는데도 넘버즈의 지배를 받지 않았다.
신게츠 레이 (진영월)
성우 - 히노 사토시 / 최승훈
갑자기 유우마 일행의 앞에 찾아온 의문의 전학생. 그러나 사실은 바리언의 칠황 중 한 명인 벡터이므로 동일인물이다.

### 주요 반동 인물
- 페이커 일행

닥터 페이커
성우 - 오가와 신지 / 이재범
카이토와 하루토의 아버지, 넘버즈를 모아서 아스트랄 세계를 파괴하려고 한다. 그런데 나중에는 이상하게도 목적이 하루토를 살리기 위해서로 바뀌었다.
Mr. 하트랜드
성우 - 코스기 쥬로타 / 심규혁
닥터 페이커의 심복. 카이토를 이상하게 만든 장본인이다. 나중에는 바리안 세계를 위한 백터의 부하가 된다.
드로와
성우 - 후카미즈 유미 / 김혜진
고슈와 어릴 때 하트랜드에 의해서 듀얼리스트가 된다. 카이토를 사랑하고 있다.
고슈
성우 - 시노미야 고우 / 고구인
드로와와 어릴 때 하트랜드에 의해서 듀얼리스트가 된다. 유마를 처음으로 만났을 때 즐겁게 듀얼을 했다. 그 후로는 어린이들에게 인기가 좋은 프로 듀얼리스트가 된다.
- 바이론 일가

트론 (Tron)/바이론
성우 - 고쿠류 사치 / 김하영
쓰리, 포, 브이의 아버지다. 닥터 페이커의 음모로 카즈마와 버림을 받아서 어린 모습을 하게 된다. 닥터 페이커에게 복수하려고 한다.
포 (Ⅳ)/토마스
성우 - 호소야 요시마사 / 박서진
트론의 차남. 샤크의 여동생을 다치게 한 듀얼리스트. 샤크의 오해를 풀고 유마의 편이 되어서 바리안 사자들을 퇴치한다.
쓰리 (Ⅲ)/미카엘
성우 - 이케다 쿄스케 / 이경태
트론의 막내 아들. 오파츠를 좋아하는 소년. 나중에는 유마의 편이 되어서 바리안 사자들을 퇴치한다.
브이 (V)/크리스
성우 - 야마모토 쇼마 / 서원석
트론의 장남이자 카이토의 스승. 유마의 아버지를 만난적이 있다. 유마의 편이 되어서 바리안 사자들을 퇴치한다.
- 바리언 전사

도르베
성우 - 히라카와 다이스케 / 김혜성
전생에는 페가수스를 탄 영웅. 인간 모습은 안경을 쓴 모범생으로 위장되어 있다. 낫슈를 찾으려고 한다.
기라그
성우 - 타카구치 코우스케 / 이현
전생에는 일본 장군. 인간 모습은 거구한 덩치으로 위장되어 있다. 맨처음에 지구에 나타나서 인간들을 세뇌시켜 넘버즈를 빼았지만 실패로 돌아간다. 백터에게 당해서 아리토와 기절한 후 돈 사우전드의 힘으로 부활해서 더 악해진다.
아리토
성우 - 히카미 타카히로
전생에는 검투사. 인간 모습은 키가 작은 꼬마로 위장되어 있다. 기라그가 실패하자 자신이 직접나선다. 백터의 음모로 기라그와 함께 기절했는데, 돈 사우전드의 힘으로 부활해서 더 악해진다.
미자엘
성우 - 오오카와 겐기 / 신경선
전생에는 용술사. 인간 모습은 장발을 한 청년으로 위장되어 있다. 인간을 부정하게 여기고 있으며 지독한 백터까지 증오한다. 카이토처럼 갤럭시 아이즈 소유자이며 자신이 진짜 갤럭시 아이즈라고 생각한다.
벡터
성우 - 히노 사토시 / 최승훈
전생에는 사악한 왕. 낫슈와 메라그를 죽인 악역이자 닥터 페이커 와 트론을 조종한 흑막.인간 모습으로 위장해서 유마에게 접근한다. 기라그와 아리트를 기절시킨 장본인이다. 3번이나 패배당하자 그는 유마와 아스트랄에게 복수하기 위해서 돈 사우전드의 힘을 빌려서 유적의 넘버즈를 모으기 시작한다.
세미마루
성우 - 마츠다 켄이치로
백터와 돈 사우전드의 부하. 유마의 친구들의 기억을 흡수해서 유마와 쓰리를 괴롭히지만 유마 친구들의해서 듀얼에서 패배당하고 소멸당한다.
쿠라게 선배
성우 - 야스하라 요시토
백터와 돈 사우전드의 부하. 자기가 나이가 많다고 존댓말을 하라고 말한다. 샤크와 리오에게 독을 넣는다. 샤크와 포의해서 패배당하고 샤크를 보고 혼란해져서 소멸된다. 샤크 남매의 부모를 죽인 장본인이다.
문닌자
성우 - 야베 마사히토
백터와 돈 사우전드의 부하. 카이토에게 환각을 주고 유마를 아스트랄 세계에 못가기 위해서 나타난다. 자기 계획이 실패하자 카이토와 브이에 의해서 패배당하고 소멸된다.
돈 사우전드
성우 - 죠 하루히코
바리안의 신, 백터에 의해서 깨어나게 되었다. 백터에게 힘을 주고 가짜 넘버즈를 만들기도 했다.
낫슈
성우 - 마스다 토시키
그는 바리안의 기억을 잃고 샤크로 살아가고 있었다. 기억을 되찾자 그는 유마의 적이 된다.
메라그
성우 - 한 메구미
그녀도 바리안의 기억을 잃고 리오로 살아가고 있었다. 기억을 되찾자 그녀도 유마의 적이 된다.

## 테마 정보
- 아래 제목은 일어 제목을 영문으로 변환한 것입니다.

### 여는 곡
ZEXALⅠ
1. 「Masterpiece」［1화 ~ 25화］
2. 「BRAVING!」［26화 ~ 49화］
3. 「Soul Drive」［50화 ~ 73화］

ZEXALⅡ
1. 「Unbreakable Heart」［74화 ~ 98화］
2. 「Dualism of Mirrors」［99화 ~ 123화］
3. 「Wonder Wings」［124화 ~ 146화］

### 닫는 곡
ZEXALⅠ
1. 「My Quest」［1화 ~ 25화］
2. 「Freesia of Longing」［26화 ~ 49화］
3. 「Wild Child」［50화 ~ 73화］

ZEXALⅡ
1. 「Artist - of trickster」［74화 ~ 98화］
2. 「Go Way Go Way」［99화 ~ 123화］
3. 「Challenge the GAME」［124화 ~ 146화］

## 이야기 줄거리

### ZEXALⅠ 1기 - '월드 듀얼 카니발 개최' 편
월드 듀얼 챔피언을 꿈꾸지만 실력이 부족한 유마는 어느 날, 같은 학교에 다니는 카미시로 료가(샤크)가 동급생을 괴롭히는 것을 보고 대결을 신청하게 된다. 듀얼을 통해 승부를 보던 중, 아스트랄의 도움을 받아 프로 듀얼리스트 실력을 가진 샤크를 이기게 된다. 그런데 듀얼 도중 나타난 아스트랄은 듀얼이 끝났음에도 유마를 떠나지 않고 곁에 머무르게 된다. 그리하여 아스트랄과 함께 생활하게 된 유마 앞에 넘버즈 카드에 의해 조종당하는 인물들이 차례차례로 나타나 듀얼을 하게 된다. 그러면서 유마는 듀얼에 이기며 자신의 지원군을 늘리게 되고 샤크의 아픈 과거를 알게 된다.
게다가 넘버즈 헌터를 자처하는 의문의 청년이 나타나 듀얼을 하면서 자신의 한계를 깨닫게 된다. 그렇지만 듀얼 암자에 있는 로쿠쥬로(무달) 사범을 스승으로 삼게 되고 처음으로 카오스 넘버즈 카드인 CNo.39 희망황 호프 레이(유토피아 레이)를 카이토(카이트) 앞에서 사용하게 된다. 그로 인해 카이트의 사주를 받은 오비탈이 강탈한 황의 열쇠와 황의 열쇠를 지키려다가 카이트에게 포획당한 샤크의 영혼을 돌려받고자 카이트와 겨루려는 유마. 과연 유마와 카이트의 미래는? 그리고 Mr. 하트랜드 일행이 WDC(월드 듀얼 카니발)을 개최하려는 진짜 목적은 무엇인가?

### ZEXALⅠ 2기 - '월드 듀얼 카니발 본선' 편
월드 듀얼 카니발 대회가 드디어 개최되고 친구들의 도움으로 본선에 진출할 수 있게 된 유마는 여러 듀얼리스트와 겨루며 실력이 성장하게 된다. 그러면서 카오스 넘버즈 카드인 [No.39 유토피아 레이]를 사용하는데 익숙해지게 된다. 또한 반칙으로 결선에 들어가려다 들킨 '토쿠노스케(사기준)'가 듀얼계에서 영구제명되는 것을 막고자 '드로와'와 고슈와의 듀얼 대결을 펼친 유마는 이윽고 갑작스럽게 '하루토(하루트)'와 만나게 되고 하루트를 데려가려는 '포'와 '쓰리'를 막으려는 '카이트'와의 태그 듀얼을 통해 '트론' 일행과 'Dr. 페이커' 일행에게서 동생을 지키려는 카이트의 마음과 형을 지키려는 하루트의 마음을 엿보게 된다.
하지만 그 후 아스트랄의 존재를 눈치채게 된 트론의 요구로 말미암아 '오리지널 넘버즈'로 무장한 '쓰리'와 듀얼을 하게 된 유마는 트론의 계략에 의해 의욕 상실 상태로 변하고 아스트랄은 자신을 희생해 상황을 역전시키고자 한다. 다행히 아스트랄의 희생으로 의욕이 살아난 유마는 오리지널 넘버즈에게서 모두를 구하고자 쓰리의 도움을 받아 아스트랄을 살리고 승리하게 되지만 그 여파로 인해 쓰리가 의식을 잃게 되는데...

### ZEXALⅠ 3기 - '월드 듀얼 카니발 결선' 편
월드 듀얼 카니발 본선 통과로 들뜬 유마 앞에 갑자기 악마 듀얼리스트 트론이 나타나 도전장을 내민다. 한편 다음날 본선에서 모인 23인의 듀얼리스트들 중에서 코스터 상의 듀얼에서 이긴 8인의 듀얼리스트들은 각각 4개의 듀얼 필드에서 차례로 듀얼을 하게 된다. 이윽고 정글 필드에서 트론은 드로와를, 우주 필드에서 카이토가 브이를, 화산 필드에서 샤크가 포를, 황야 필드에서 유마가 고슈를 이겨 트론과 카이토, 샤크와 유마의 대결이 이루어진다. 결선을 거치면서 유마는 자신의 진짜 적이 트론이 아니라 'Dr. 페이커'라는 것을 알게 된다.
이윽고 샤크는 유마 앞에서 포를 패배로 이끈 카드에 홀렸다가 유마의 도움으로 친구를 위해 승리를 양보한다. 한편 카이토는 트론이 가면을 벗고 하루토의 얼굴로 도발하자 유마의 도움을 받아 트론의 얼굴에서 하루토의 얼굴을 지우고 반격을 시도하지만 트론이 내놓은 넘버즈의 일격으로 패배하게 된다. 이후 트론은 새로운 듀얼 필드인 스피어 필드 안에서 유마와 대결하면서 Dr. 페이커에 대한 적대감을 드러내지만 유마는 트론의 에이스 넘버즈를 격파하고서 샤크와 카이토의 도움을 받아 Dr. 페이커와 마지막 결전을 치르게 된다. 결전이 끝나고 대회는 끝나게 되지만 유마, 료가, 카이토의 결승전은 아직 끝나지 않았다. 결국 료가가 관전하는 가운데 유마와 카이토의 결승전이 시작된다.